# 聖マルコ幼稚園
聖マルコ幼稚園（せいまるこようちえん）は、神奈川県藤沢市鵠沼海岸にある。私立幼稚園。

## 概要・沿革
1951年（昭和26年）4月16日 宗教法人日本聖公会横浜教区聖マルコ幼稚園として現在地に開園された。

## 教育目標
「親切、やさしさ、友情そして愛」目には見えないけれど美しいもの、価値あるものを大切にし、目には見えない神様の愛に気づく子どもに育てる。

## 年間行事
- 4月 始業式／入園式／特別避難訓練／始業記念写真
- 5月 保育参観／懇談会／遠足／個人面談
- 6月 地引網／お家の方と遊ぶ会
- 7月 お泊り保育／終業式
- 8月 夏休み／夏期保育
- 9月 始業式
- 10月 運動会／園外保育／いもほり
- 11月 収穫感謝礼拝
- 12月 クリスマス礼拝（終業式）
- 1月 始業式
- 2月 保育参観／懇談会／お別れ散歩
- 3月 ひなまつり会食／修了式／卒園式

## 交通
- 小田急、鵠沼海岸駅より、徒歩8分[2]